# Viagogo
Viagogo ist ein Zwischenhändler und Vermittler von Eintrittskarten mit Hauptsitz in Genf, einem Nebensitz in London und weiteren Niederlassungen in über 50 Ländern. Das Unternehmen ist wegen seiner Geschäftspraktiken umstritten, wurde bereits wiederholt von Gerichten verurteilt und es wurden ihm von staatlichen Stellen Verbote auferlegt.

## Geschichte
Viagogo wurde 2006 in London von Eric Baker gegründet, der auch Co-Gründer von StubHub war, einer Plattform zum Vertrieb von Eintrittskarten. 2012 verlegte Viagogo seinen Hauptsitz nach Genf.
Das Gründungsziel war, einen virtuellen Marktplatz zum Weiterverkauf und Kauf von Eintrittskarten für Veranstaltungen zu schaffen. Zum Beginn der Plattform gab es Partnerschaften mit dem FC Chelsea und Manchester United, «um es Inhabern von Eintrittskarten zu ermöglichen, Eintrittskarten weiterzuverkaufen, wenn sie selbst nicht zum Spiel gehen konnten». Manchester United beendete seine Zusammenarbeit mit Viagogo im Jahr 2011. Am 25. November 2019 wurde bekannt, dass eBay für 3,68 Mrd. Euro StubHub an Viagogo verkauft. In einem CNBC-Interview vom 21. Februar 2020 sagte Eric Baker, dass von den 4,05 Mrd. US-Dollar Kaufpreis ca. 2 Mrd. US-Dollar durch Kredite finanziert wurden.

## Kritik
Viagogo wird von Verbraucherschutzorganisationen und Veranstaltern kritisiert und verklagt.
Prominente Künstler wendeten sich öffentlich gegen Viagogo und kritisierten dessen Geschäftspraktiken, insbesondere das frühzeitige Aufkaufen grosser Mengen von Eintrittskarten und der spätere Wiederverkauf zu stark überteuerten Preisen (mit mehr als 100 % Aufschlag, bis zum 4-fachen Preis), wobei teilweise Eintrittskarten unverkauft und damit Plätze leer blieben. So spricht der Schweizer Komiker Emil Steinberger von «Betrug, der auf meine und die Kosten der Fans geht» und appelliert, keine Tickets von solchen «Ticket-Service-Geschäftemachern» zu kaufen. Auch Rammstein und Ed Sheeran warnen vor dem Kauf von Tickets bei Viagogo.
Weiterhin wird die Gestaltung der Internet-Verkaufsplattform von Viagogo kritisiert, da dort oftmals eine Knappheit der Karten vorgetäuscht werde und auf einen raschen Kauf gedrängt werde, da die Karten sonst nicht mehr verfügbar wären. Auch trete Viagogo wie ein offizielles Ticket-Verkaufsportal auf, es handle sich aber in vielen Fällen um eine Ticketbörse, die lediglich Tickets vermittle und daher selbst keine Gewähr biete.
Im August 2013 erwirkte Bayer 04 Leverkusen eine einstweilige Verfügung gegen Viagogo. Dadurch wurde «gerichtlich untersagt, Tickets für Fussballspiele von Bayer 04 Leverkusen über die Online-Ticketbörse Viagogo anzubieten, bevor für diese Spiele bei Bayer 04 Leverkusen oder von Bayer 04 autorisierten Dritten Tageskarten zum Verkauf angeboten werden.» Zudem darf Viagogo nicht den Eindruck einer Partnerschaft mit Bayer Leverkusen erwecken. Zuvor hatte bereits Schalke 04 seinen Vertrag mit Viagogo fristlos gekündigt. Auch der DFB kündigte an, juristische Schritte gegen das Unternehmen zu prüfen.
Viagogo verkaufte für die Deutschlandtournee 2019 von Ed Sheeran Eintrittskarten zu angeblichen Originalpreisen viel teurer und legte Kunden mit Fake-Tickets rein. Da dies der Firma zuvor vom Landgericht Hamburg per einstweiliger Verfügung untersagt worden war, musste Viagogo ein Ordnungsgeld in Höhe von 10 000 Euro bezahlen. Im Dezember 2019 wurden Viagogo-Karteninhabern der Einlass zu einer Show von Helene Fischer verwehrt. Auch bei Konzerten von Rammstein und Ed Sheeran wurde Besuchern der Eintritt verwehrt, da diese bei Viagogo Tickets gekauft hatten, Viagogo aber nicht dazu autorisiert war.
Die Frontal21-Dokumentation «Die Ticketdealer – Miese Tricks bei Viagogo» deckte auf, wie die dubiosen Geschäfte mit den Internet-Tickets funktionieren, und wer die Profiteure sind.
Die Band Die Ärzte haben im Februar 2020 eine einstweilige Verfügung gegen Viagogo erwirkt. Demnach droht den Verantwortlichen von Viagogo eine Strafe von bis zu 250 000 Euro bis hin zur Ordnungshaft, «sollte die Online-Plattform weiter überteuerte Konzertkarten der Band anbieten».
Viagogo bietet Tickets zum Verkauf, die tatsächlich existieren, allerdings werden auch Kopien dieser Tickets veräussert, beispielsweise Tickets für die Elbphilharmonie Hamburg, für die auch Tickets verkauft wurden, bevor diese überhaupt vom Veranstalter angeboten wurden. Das hat zur Folge, dass einem Kunden, der das Glück hat, als Erster seinen Ticket-Barcode am Veranstaltungsort zu scannen, Einlass gewährt wird, und der nächste Kunde mit dem gleichen Barcode keinen Zutritt erhält.
Im Mai 2020 hat nach einer Klage des Wettbewerbsschutzverbands Österreich und der Wirtschaftskammer Oberösterreich der Oberste Gerichtshof Österreichs entschieden, dass Viagogo künftig dem Käufer den Namen des Ticketverkäufers offenlegen muss und zudem, um welche Art des Tickets es sich handelt, also ob es sich beispielsweise um ein personalisiertes Ticket handelt.
Das Oberlandesgericht Wien erklärte im Mai 2020 in zweiter Instanz 42 Klauseln der Allgemeinen Geschäftsbedingungen von Viagogo für gesetzeswidrig. Der Oberste Gerichtshof erklärte im Februar 2021 dieses Urteil für rechtskräftig.
Die australische Wettbewerbs- und Verbraucherkommission verurteilte Viagogo im Oktober 2020 zur Zahlung einer Strafe von 7 Millionen US-Dollar wegen Irreführung der Verbraucher.
Der Circus Knie reichte Klage gegen mehrere Geschäftspraktiken des Unternehmens ein und bekam vor Gericht mehrheitlich Recht. Im Jahr 2021 reichte die Stiftung für Konsumentenschutz eine Strafanzeige gegen Viagogo ein, da das Unternehmen systematisch Tickets für Anlässe verkaufte, welche coronabedingt bereits abgesagt wurden.
Im Juli 2021 wurden Geschäftsstellen mehrerer deutscher Fussballbundesligisten durchsucht im Zusammenhang mit steuerrechtlichen Ermittlungen gegen Viagogo.
auch 2022 wurden überteuerte Tickets für Konzerte moniert, die teilweise nicht beim Kunden eintrafen oder nicht zum Eintritt berechtigten.
2020 klagten die Salzburger Festspiele Viagogo wegen des Verkaufs von überteuerten Eintrittskarten und unzulässiger Verwendung der Marke „Salzburger Festspiele“. Das Urteil des Handelgerichts Wien gegen die Plattform wurde letztinstanzlich im März 2023 vom OGH bestätigt.